# Henry Clerke
Henry Clerke (1619 - 24 de marzo de 1687) fue un académico y médico inglés, Presidente del Magdalen College en Oxford desde 1672.

## Vida
Era hijo de Thomas Clerke de Willoughby, Warwickshire, Inglaterra, y se matriculó en Magdalen Hall, Oxford, el 20 de abril de 1635, a la edad de 16 años. Obtuvo una beca en el Magdalen College y fue miembro probacionista allí desde 1642 hasta 1667. Se graduó de Bachiller en Artes el 4 de diciembre de 1641 y de Maestro en Artes el 21 de junio de 1644. Fue profesor de lógica en su colegio en 1643, tesorero en 1653, 1656 y 1662, vicepresidente en 1655 y nuevamente en 1663. Al parecer, se sometió a los visitantes parlamentarios en mayo de 1648.
Mientras tanto, obtuvo el título de M.D. por acumulación el 27 de mayo de 1652, y fue incorporado en Cambridge en 1673. En 1657, fue designado como sublector en anatomía en Oxford. Fue admitido como candidato en el Royal College of Physicians el 5 de abril de 1658, y como miembro el 25 de junio de 1669. Además, fue admitido como Miembro de la Royal Society el 7 de noviembre de 1667.
Tras la renuncia de Thomas Pierce en 1672, Clerke fue elegido Presidente del Magdalen College el 5 de marzo de ese año. Para calificarse plenamente para el cargo, poco después recibió órdenes sagradas. Fue nombrado Vicecanciller de la Universidad de Oxford el 9 de octubre de 1676.
Clerke continuó siendo Presidente hasta su muerte, la cual ocurrió en la residencia de su yerno el 24 de marzo de 1687, a la edad de 68 años. Fue enterrado junto a sus antepasados en Willoughby. Posteriormente, se erigió un monumento en el muro norte de la nave norte de la iglesia, el cual más tarde fue restaurado a expensas del colegio. Clerke tiene algunos versos en Musarum Oxoniensium Charisteria, 1638, y en Horti Carolini Rosa Altera, 1640.

## Familia
Clerke se casó con Catherine (fallecida en 1669, a los 33 años), cuarta hija de William Adams de Charwelton, Northamptonshire, y tuvo con ella un hijo llamado Henry (quien falleció el mismo año que su madre) y una hija llamada Catherine. Su hija, en 1682, contrajo matrimonio con Richard Shuttleworth de Gawthorpe Hall, cerca de Burnley, Lancashire, quien en ese momento era un estudiante distinguido en el Trinity College de Oxford.